# Mahmutlu, Boyabat
Mahmutlu là một xã thuộc huyện Boyabat, tỉnh Sinop, Thổ Nhĩ Kỳ. Dân số thời điểm năm 2011 là 104 người.